# Alexandre Samoïlo
Alexandre Aleksandrovitch Samoïlo (en russe : Александр Александрович Самойло), né le 23 octobre 1869 (4 novembre dans le calendrier grégorien) à Moscou et mort le 8 novembre 1963 à Moscou, était un commandant de l'armée impériale russe et de l'Armée rouge pendant la Première Guerre mondiale et la guerre civile russe. Il est général de division de l'état-major général jusqu'en 1917 puis, après la Révolution russe, il est nommé commandant de l'Armée rouge sur le front de l'Est en mai 1919. En 1940, il devient général de corps d'armée dans l’aviation et en 1943, professeur. Il a été membre du parti communiste de l'Union soviétique à partir de 1944.